# Cudú petit
El cudú petit (Tragelaphus imberbis) és una espècie de mamífer artiodàctil de la subfamília dels bovins. És un antílop autòcton de l'est d'Àfrica i, possiblement, del sud d'Aràbia. Les poblacions de Tanzània i Kenya formen una subespècie a part, el cudú petit meridional (T. i. australis).